# Vũ Văn Đôn
Vũ Văn Đôn là một tướng lĩnh Quân đội nhân dân Việt Nam, hàm Thiếu tướng, nguyên Cục trưởng Cục Quản lý xe, Phó Chủ nhiệm Tổng cục Kỹ thuật. Ông nổi tiếng với việc chỉ đạo chế tạo thành công chiếc xe hơi quân sự đầu tiên do người Việt Nam sản xuất mang tên "Chiến thắng" vào năm 1958.

## Thân thế sự nghiệp
- Ông tốt nghiệp Trường Kỹ nghệ thực hành (một trường dạy về cơ khí, kỹ thuật của Pháp)

Tháng 4 năm 1949, ông được Thứ trưởng Bộ Quốc phòng Tạ Quang Bửu giao nhiệm vụ làm Giám đốc Nha Sự vụ Cục Quân giới.
Năm 1950, cục phó cục Vận tải thuộc Tổng cục cung cấp.
Năm 1954, ông được bổ nhiệm giữ chức Phó Cục trưởng Cục Quản lý xe, Tổng cục Hậu cần
Năm 1960, ông được bổ nhiệm giữ chức Cục trưởng Cục Quản lý xe, Tổng cục Hậu cần
Năm 1965, ông được điều động vào chiến trường.
Năm 1967, ông được cấp trên điều động về tiếp quản vị trí cũ Cục Quản lý xe, Tổng cục Hậu cần (nay là Cục Xe-Máy thuộc Tổng cục Kỹ thuật)
Năm 1974, ông được bổ nhiệm giữ chức Phó Chủ nhiệm Tổng cục Kỹ thuật.
- Thiếu tướng (1974)
- Năm 1987, ông nghỉ chờ hưu.

## Sản xuất xe đầu tiên của Việt Nam
Ngày 22 tháng 12 năm 1958, ông đã chỉ đạo và giao cho Đại tá, kỹ sư Hồ Mạnh Khang, Giám đốc Nhà máy Z157 sản xuất chiếc ôtô 4 chỗ đầu tiên của Việt Nam mang tên Chiến Thắng, dù chưa phải 100%, đã ra đời. Bác Hồ đã đến xem và chiếc xe đã vinh dự được mang biển số: QS-0001 (Quân sự, số 1). Quốc khánh năm 1959, ô tô con "Chiến Thắng" do quân đội chế tạo được xếp vào đội hình diễu binh tại Quảng trường Ba Đình.
Chiếc xe máy đầu tiên, đặt nền móng của ngành công nghệ cơ khí chế tạo Việt Nam là chiếc Ấp Bắc. Ấp Bắc có tốc độ trung bình đạt 50 – 60 km/giờ, tiếng nổ giòn và rất khỏe, chạy đường gồ ghề rất tốt.
Chiếc ô tô thứ 2 được đặt tên là "Trường Sơn". Trong đó, nhà máy Z159 phụ trách làm piston (pit - tông), vòng bi, cần số; Nhà máy Z179 làm sắt xi, gầm xe. Chạy thử năm 1971.